# Godavari

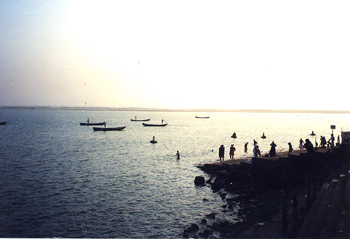
Godavari

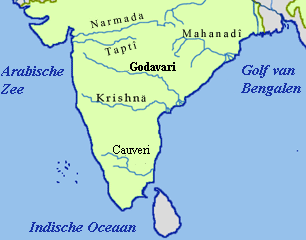
Karta över Godavari och andra floder i södra Indien

Godavari (Godaweri), flod i södra Indien, den förnämsta på Deccan. Floden rinner upp på östra sidan av västra Ghats vid Trimbak, på 1 000 meter över havet (endast 80 km från Arabiska sjön), flyter, i östsydöstlig huvudriktning och faller ut i Indiska oceanen genom flera armar. Längd omkring 1 450 km. Flodområdet är omkring 290 600 km². Bifloder är från höger Manjira, från vänster Pranhita (bildad genom föreningen av Vardha, Penganga och Vainganga), Indravati, Tal och Sabari. 
Klippor på flera ställen i flodbädden gör, att flodens övre lopp ej är segelbart, och försök att genom kanaler kringgå dessa hinder har hittills ej medfört något större resultat. Däremot har i mynningsområdet flera kanaler med en sammanlagd längd av 850 km, därav 740 km segelbara, blivit grävda dels för bevattning av ett förr under torra år för hungersnöd utsatt område, dels i handelns intresse. Sedan 1864 står Godavari, som är en av Indiens tolv heliga floder, genom kanal i förbindelse med Krishnafloden.
På ömse sidor om floden ligger i Andhra Pradesh distrikten West Godavari och East Godavari.